# Lona Cohen
Leontine (Lona) Theresa Cohen z d. Petka (ros. Леонти́на Владиславовна Ко́эн, Leontina Władisławowna Koen; ur. 11 stycznia 1913 w stanie Massachusetts, zm. 23 grudnia 1992 w Moskwie) – urodzona w USA agentka radzieckiego wywiadu, Bohater Federacji Rosyjskiej.

## Życiorys
Była córką katolickiego imigranta z Polski Władysława Petki. W wieku 18 lat wstąpiła do Komunistycznej Partii USA, aktywnie uczestniczyła w ruchu związkowym, w 1941 wyszła z mąż za Morrisa Cohena, szpiega ZSRR w USA, byłego uczestnika wojny domowej w Hiszpanii. Gdy jej mąż został wysłany na front do Europy Zachodniej, prowadziła łączność radzieckich rezydentów w USA z agentami, w tym szpiegami atomowymi. Sama również wykonywała złożone zadania wywiadowcze, m.in. dostarczenia uranu przez Kanadę do ZSRR. W sierpniu 1945 odegrała ważną rolę w przeniknięciu radzieckiej agentury do centrum atomowego w Albuquerque. W 1950 została wraz z mężem przeniesiona do Moskwy, 1950-1954 pracowała w Zarządzie Nielegalnego Wywiadu MGB ZSRR, później KGB ZSRR, w 1954 wraz z mężem została wysłana do Wlk. Brytanii, skąd dostarczała ZSRR informacje o brytyjskiej technice rakietowej. W styczniu 1961 jej mąż został zdemaskowany i aresztowany, następnie aresztowano również ją; została skazana na 20 lat więzienia. W sierpniu 1969 została wraz z mężem wymieniona na aresztowanego w ZSRR agenta brytyjskiego wywiadu i wróciła do ZSRR, później wróciła do pracy w KGB, a po rozpadzie ZSRR pracowała w FSB Rosji. Została pochowana na Cmentarzu Kuncewskim. W 1998 wydano znaczek z jej wizerunkiem.

## Ordery i odznaczenia
- Bohater Federacji Rosyjskiej (pośmiertnie, 15 czerwca 1996)
- Order Czerwonego Sztandaru
- Order Przyjaźni Narodów
- Medal jubileuszowy „W upamiętnieniu 100-lecia urodzin Władimira Iljicza Lenina”